# Avro Shackleton
Avro Shackleton – brytyjski morski samolot rozpoznawczy i patrolowy dalekiego zasięgu, opracowany dla Royal Air Force, gdzie wykorzystywany był w latach 1951-1991. 

## Historia
Samolot powstał w zakładach Avro jako rozwinięcie bombowca Avro Lincoln. Początkowo wykorzystywany przede wszystkim do zadań patrolowych oraz zwalczania okrętów podwodnych, z czasem przystosowany został m.in. do roli samolotu wczesnego ostrzegania oraz samolotu poszukiwawczo-ratowniczego. Poza RAF-em Shackleton w latach 1957-1984 służył także w Południowoafrykańskich Siłach Powietrznych.
Nazwa samolotu pochodzi od Ernesta Shackletona, podróżnika i badacza Antarktydy.

## Warianty[2]
- MR.1 – 77 egzemplarzy
- MR.2 – 70 egzemplarzy
- MR.3 – 34 egzemplarze
- AEW.2 – samolot wczesnego ostrzegania, 12 egzemplarzy (przebudowane z MR.2)
- T.2 – samolot szkoleniowy, 10 egzemplarzy (przebudowane z MR.2)
- T.4 – samolot szkoleniowy, 17 egzemplarzy (przebudowane z MR.1)